# Galád

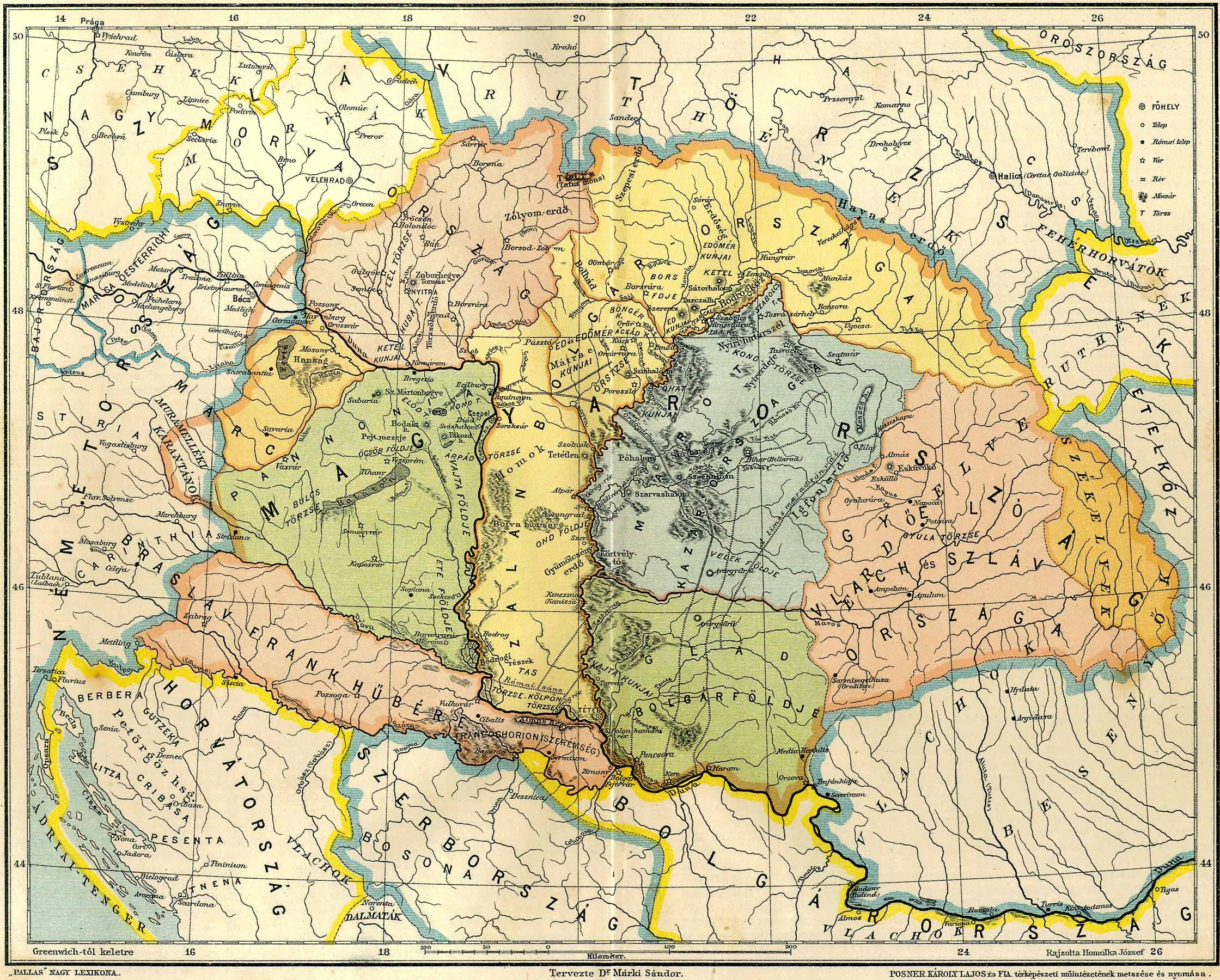

Galád vagy Glád (szerb, bolgár: Глад) vezér a magyarok honfoglalása idején, Anonymus szerint azon a földön uralkodott, amely a Maros vizétől Orsova váráig terjedt és amelyet Viddin várából indulva a kunok segítségével foglalt el. A magyarok vezérei Szovárd, Kadocsa és Vajta Magyarkanizsánál kelt át a Tiszán, majd a Csesztöreg (Aranka) mellett ütött tábort. Innen (körülbelül a Szabadka-Temesvár útirányt követve) a Béga menti vidékre érkezett és két hét alatt meghódította Glád tartományának a Maros és Temes közt levő részét. A döntő ütközet valószínűleg a zsadányi avar sánc körül zajlott. Glád nagy, lovasokból és gyalogosokból álló sereggel, a kunok, bolgárok és vlachok segítségével a Temes mögött bocsátkozott harcba. A magyarok győzelme után rövid idő alatt az egész terület a magyarok kezébe került. Glád hűséget fogadott és mint a magyaroknak alárendelt hadvezér szolgált ezután. A Maros, a Tisza és a Duna közében több helynév őrzi emlékét. A történészek szerint Gládot nem hagyták volna meg vezérnek a magyarok, ha nem rokon törzsből származik. Olyan szerződést köthettek vele, mint később Maróttal, mely szerint csak haláláig maradt családja birtokában a terület. Glád halála után már nem önálló tartomány többé Temes vidéke. Ekkor valamelyik magyar nemzetség szállta meg a Délvidéket, valószínűleg az amelyikből Ajtony (Ochtum) származott. A névtelen jegyzőnek azt az állítását, hogy Ajtony éppen Glád ivadéka lett volna, semmi sem igazolja.